# 笹沖
笹沖（ささおき）は岡山県倉敷市にある地名、または商業集積地の通称（笹沖商店街）で、JR倉敷駅の南方向約2.5㎞に位置する。

## 概要
笹沖の世帯数は2697世帯、人口は6611人（男性3236人、女性3375人）面積約1.4平方キロメートル。郵便番号は710-0834（倉敷郵便局管区）。

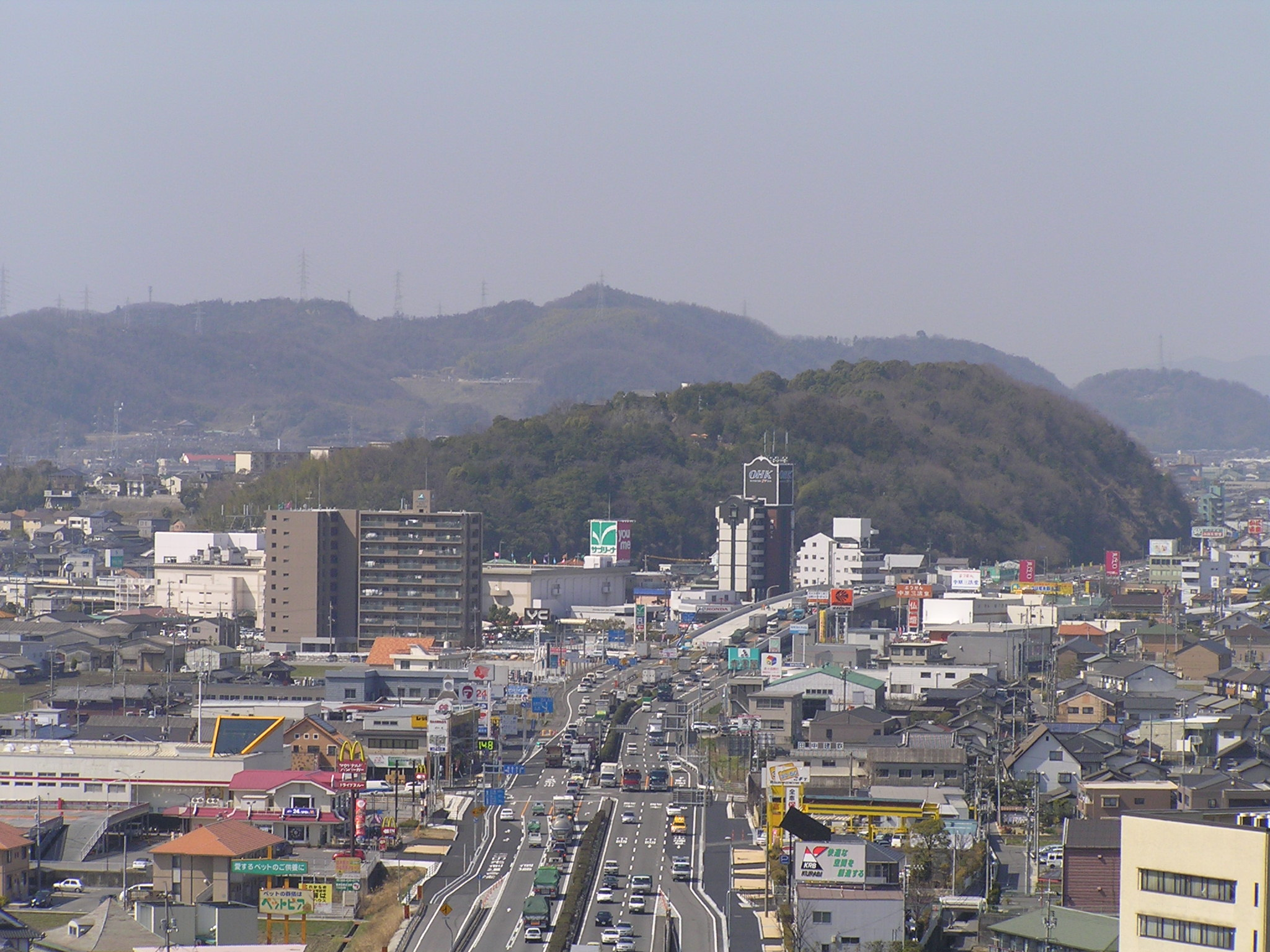
加須山から観た笹沖交差点付近と足高山（岡山バイパス倉敷市中島 - 同市片島町間の四車線化工事の最中の2008年当時に撮影）

倉敷市倉敷地区南部の足高山と呼ばれる丘の周囲で、同山北部を東西に国道2号、東部を南北に市道倉敷市道駅前古城池霞橋線（古城池線）が走り、その周辺は商業集積地となっている。それ以外の地は、宅地が多く立地している。
国道2号により南北に分けられ、北部は田ノ上などとともに大高、南部は吉岡などとともに葦高地域となる。大高は倉敷南中学校区、葦高は新田中学校区となる。

## 笹沖商店街

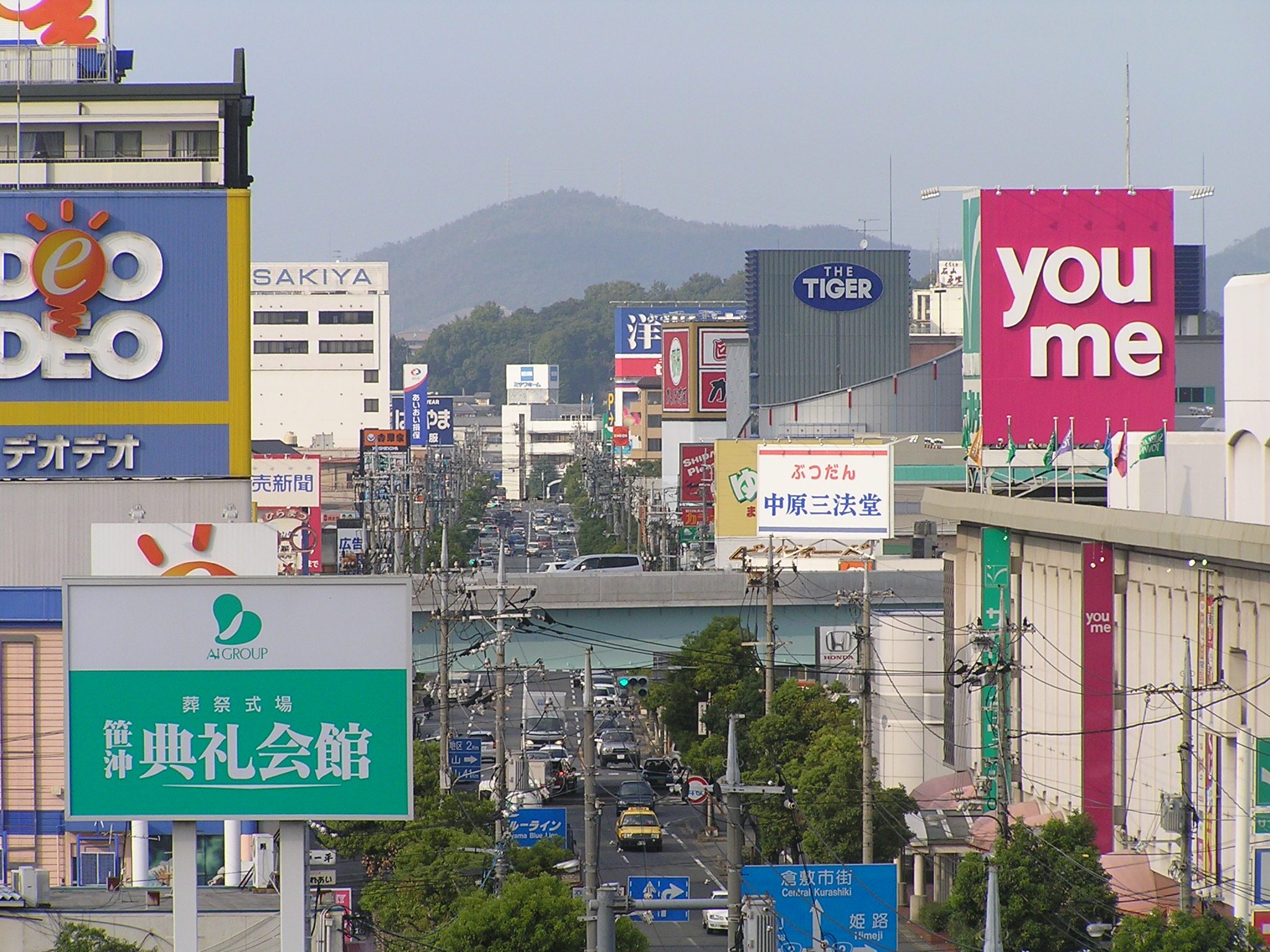
笹沖交差点南（2008年10月）

笹沖東部を南北に走る幹線道路の市道古城池線沿線・周辺に自然発生的に形成された商業集積地である。エリアはおおむね、北端は同市道の市役所西交差点あたり、南端は吉岡南交差点あたりまでである。一部、隣接地である西中新田東部と吉岡東部の古城池線周辺、あるいは新田西部の笹沖との近接地域も含まれている。
特にエリア北部、古城池線と国道2号が交わる笹沖交差点（後述）の南北では、市役所や大型店、金融機関等が分布するなど、行政や商業の集積が高い。
地元商店会によって笹沖商店街の名称が名付けられたが、一般的な商店街と違い、徒歩による来店を前提としたものではなく、自動車での来店を前提とした郊外型店舗・ロードサイド店舗で形成されているのが特徴である。立地する専門店の業種は多彩で有名チェーン店から風俗店まである。
周辺部は宅地化が進みマンションの建設も目立つ。公共交通は路線バスの停留所がある。同市北部に大型ショッピングセンターのイオンモール倉敷が出店したが、その影響は比較的少ない。

## 沿革
安土桃山時代以前、笹沖一帯は海で足高山は「小竹島」（ささじま）と呼ばれる島で、笹沖の地名はそれに由来する。江戸時代、足高山周辺の海域・干潟の新田開発によって当地は誕生し、岡山藩の支藩である岡山新田藩（鴨方藩）の領分となった。
現代になり高度成長期前までは田園地帯で、農家の他には個人商店等が点在するに過ぎなかったが、新たな幹線道路建設などにより発展・人口が増加した。
街が形成され始めたのは1970年代頃である。青果市場と魚市場の現地への移転、浦田の山を古城池トンネルで貫き水島地区を結ぶ古城池線の整備と国道2号線岡山バイパスの笹沖までの開通などの背景があった。その後、ボウリング場跡地に大型家電量販店の第一産業（現：エディオン）、古城池線を挟んだ東隣に総合スーパーのイズミが核テナントのサブリーナタウン（現：ゆめタウン倉敷）が相次ぎ開店した。
1980年代には倉敷市役所が移転、岡山バイパスも大西交差点まで開通し、その後もジャスコ（現：ザ・ビッグ）に加え多くの専門店や金融機関が相次ぎ進出し市内有数の商業地区へと変貌した。
- 1889年（明治22年） - 笹沖村・西中新田村・吉岡村・白楽市村・老松村が合併し葦高村になる。
- 1901年（明治34年） - 葦高村と大市村が合併し大高村になる。
- 1927年（昭和02年） - 大高村が倉敷町に編入合併、翌年倉敷市発足。
- 1970年（昭和45年） - 倉敷総合卸売市場・青果市場が移転・開場
- 1971年（昭和46年） - 岡山バイパス・早島～笹沖間が開通。葦高小学校が大高小学校より分離・開校。
- 1974年（昭和49年） - 倉敷南高校開校。
- 1975年（昭和50年） - 古城池有料道路が供用開始（昭和52年無料化）。
- 1977年（昭和52年） - 第一産業倉敷店開店。倉敷笹沖商店街振興会発足。
- 1979年（昭和54年） - サブリーナタウン（現：ゆめタウン倉敷）開店。
- 1980年（昭和55年） - 倉敷市役所庁舎が西中新田の現在地に移転。
- 1981年（昭和56年） - ジャスコ倉敷店開店。
- 1984年（昭和59年） - 新田中学校開校。
- 1989年（平成元年） - 岡山バイパス・笹沖 - 大西間が開通、旧2号線と接続。
- 1999年（平成11年） - 倉敷健康福祉プラザ開設。
- 2008年（平成20年） - デオデオ倉敷店が全面改築し倉敷本店として開店。
- 2010年（平成22年） - 岡山バイパス・笹沖 - 中島間の本線を4車線化。
- 2017年（平成29年） - ザ・ビッグ倉敷店（旧ジャスコ倉敷店）が全面改築して再開業。

### 施設
行政機関・公共施設
- 倉敷市役所
- くらしき健康福祉プラザ
- 倉敷市保健所
- ハローワーク倉敷中央
- 倉敷市休日夜間急患センター
- 倉敷市屋内水泳センター
- 倉敷市歴史民俗資料館

金融機関・郵便局等
- 中国銀行笹沖支店
- トマト銀行笹沖支店
- 百十四銀行倉敷支店
- 伊予銀行倉敷支店
- 玉島信用金庫笹沖支店
- 水島信用金庫笹沖支店
- 倉敷笹沖郵便局
- 倉敷市役所内郵便局

大型店
- ゆめタウン倉敷
- エディオン倉敷本店
  - FMくらしきサテライトスタジオ
- ザ・ビッグ倉敷店
- ナンバホームセンター倉敷店
- アミパラ倉敷
  - アミパラボール
- ニトリ倉敷店

倉敷総合卸売市場
1970年、新川町（現:中央1丁目）にあった市場が移転・開設された地方卸売市場である。また、市場の周辺にも卸売業者や企業の流通センターなどが密集し、食品を中心にした物流地区を形成している。以下は、市場内に立地する主な事業所である。
- 藤徳物産本社
- クラカグループ
- 大印倉敷大果
- カモ井物産

その他事業所
- 倉敷リハビリテーション病院
- クラブン本社
- サキヤクリエイト本社
- 岡山放送倉敷支社
- ヴェルジェくらしき（結婚式場、旧倉敷平安閣）
- 笹沖典礼会館（葬儀場）
- 倉敷中央法要庵（葬儀場）
- 喜代丸商店（鮮魚卸）
- ヤマト運輸倉敷笹沖宅急便センター

### 笹沖交差点

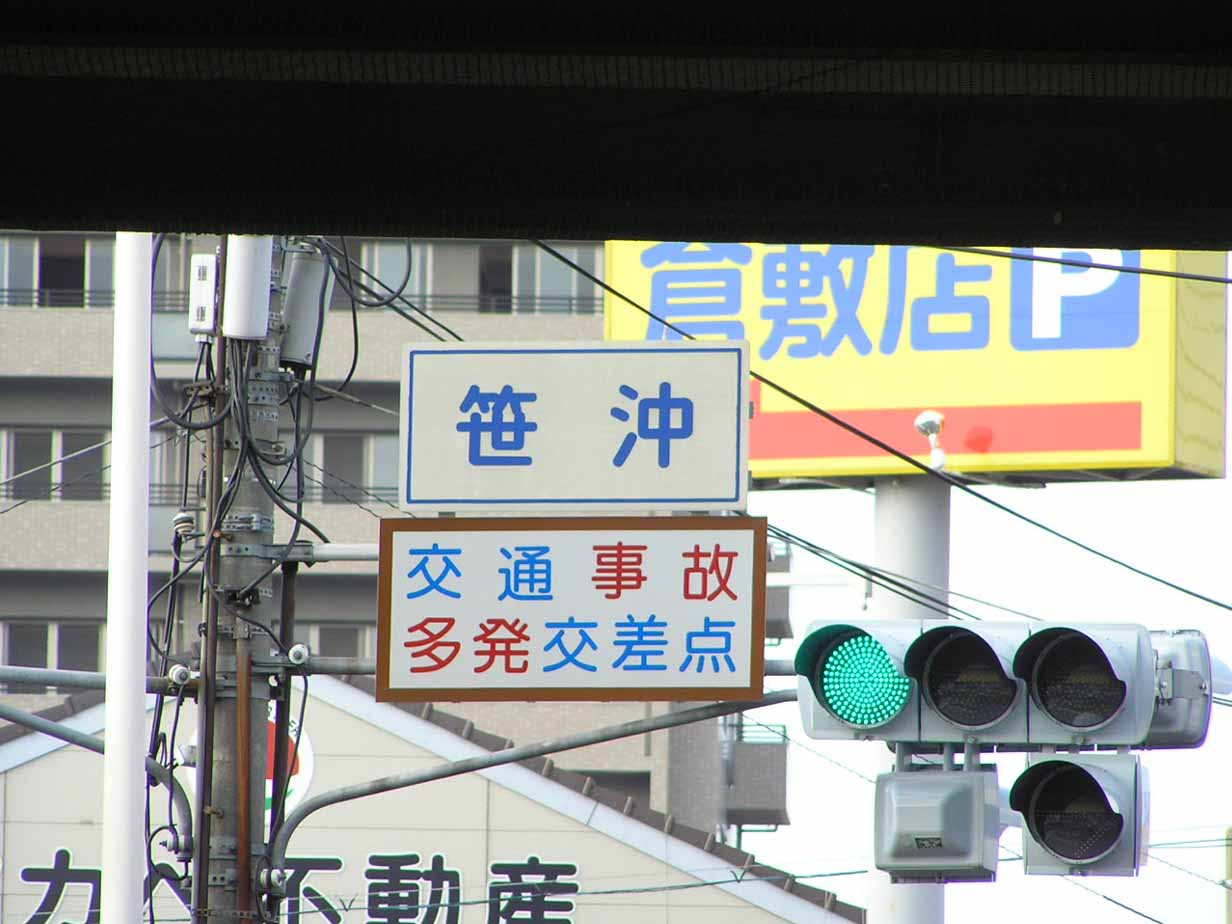
笹沖交差点の標識

国道2号岡山バイパスと倉敷市道駅前古城池霞橋線（古城池線）との交差点。立体交差がなされているが、渋滞が慢性化しており問題になっている。また、市内でも交通事故の多い交差点の一つになっている。
問題の解消のため、平成19年度から岡山バイパス倉敷立体事業に着手。2010年3月に新田～中島間の同工事が完了したのに伴い、上下線とも足高山付近にランプが新設された。
笹沖交差点からの距離
国道2号 広島・福山・笠岡方面
- 広島 148km
- 福山 41km
- 笠岡 28km

国道2号 大阪・姫路・岡山方面
- 大阪(梅田新道起点) 190km
- 姫路 102km
- 岡山 18km

倉敷市道 倉敷駅方面
- JR倉敷駅 2.5km
- 倉敷美観地区 2km

倉敷市道 水島方面
- 鷲羽山 22km
- 水島 6km

## 教育機関
- 倉敷看護専門学校
- 岡山県立倉敷南高等学校
- 倉敷市立新田中学校
- 倉敷市立葦高小学校

## 史跡
- 足高神社

## 交通
バス
- 両備バス倉敷吉岡線
- 下電バス古城池線

道路
- 国道2号岡山バイパス
- 倉敷市道駅前古城池霞橋線